# Akyaz He
Akyaz He är ett vattendrag i Kina. Det ligger i den autonoma regionen Xinjiang, i den nordvästra delen av landet, omkring 530 kilometer väster om regionhuvudstaden Ürümqi.
Genomsnittlig årsnederbörd är 486 millimeter. Den regnigaste månaden är juni, med i genomsnitt 76 mm nederbörd, och den torraste är mars, med 16 mm nederbörd.